# 13-й отдельный мотоциклетный полк
13-й отдельный мотоциклетный полк — воинская часть РККА в вооруженных силах СССР в Великой Отечественной войне.

## История формирования полка
Сформирован в феврале-марте 1941 года после утверждения нового Плана стратегического и мобилизационного развертывания РККА, помимо прочего предусматривавшего создание 21 нового механизированного корпуса. 13-й отдельный мотоциклетный полк, дислоцированный в Кировабаде (ныне — Гянджа, Азербайджан), был создан как подразделение 28-го механизированного корпуса в составе Закавказского военного округа.
В конце августа 1941 года 13-й ОМП принял участие в советско-британской операции «Согласие», в рамках которой войска союзников вошли на территорию Шаханшахского государства Иран с целью обеспечения безопасности нефтяных месторождений и налаживания путей снабжения Советского союза. В составе подразделений 47-й армии полк принял участие в оккупации северной части Ирана.
«Основной удар наносила 47-я армия под командованием генерала В. В. Новикова, в её состав входили следующие части и соединения: 63-я и 76-я горнострелковые дивизии, 236-я стрелковая, 6-я и 54-я танковые дивизии, 23 кавалерийская дивизия, а также два батальона 13-го мотоциклетного полка. Это была наиболее подготовленная армия, так как обе танковые и стрелковая дивизия до этого составляли основу 28 механизированного корпуса ЗВО, где личный состав был адаптирован к местным климатическим условиям и занимался боевой подготовкой на подобном рельефе местности.
[…]
В авангарде действовала 63 ГСД с приданными батальонами 13 мотоциклетного полка».
В директиве Ставки ВГК № 0001197 от 23.08.1941 указано, в частности, следующее: «63 гсд, 13-му мотоциклетному полку (на автомашинах), отдельному танковому батальону — наступать в направлении Шахтахты, Мако, Каринджа, Буйнади, Дильман, обеспечивая наступление ударной группы 47-й армии со стороны Турции».
После окончания фазы активных действий полк дислоцировался в городах Мераге, Миндоаб, Казвин.
С 23 ноября 1941 года 13-й отдельный мотоциклетный полк числится в составе действующей армии — 47-я армия с подчиненными ей подразделениями передислоцируется на Керченский полуостров и 28 января 1942 года становится частью Крымского фронта.
В документах, относящихся ко времени пребывания полка в составе Крымского фронта, подразделение несколько раз упоминается как 13-й МЦП РГК, то есть 13-й мотоциклетный полк Резерва Верховного Главнокомандования. Вообще следует особо отметить путаницу в наименованиях подразделения, используемых исследователями майских событий 1942 года в Крыму. Встречаются самые разные варианты — ОМП, МЦП, МП и даже МСП, мотоциклетный, мото-, мотопехотный или мотострелковый полк. Более того, искажается даже номер полка — так, в одном из источников указывается некий 18-й мотоциклетный полк, расположение которого полностью совпадает с расположением 13-го ОМП по другим источникам. По всей видимости, причина этой путаницы — в отдельном статусе полка, его исключенности из постоянных вертикальных структур полк-дивизия-армия и постоянном переподчинении — не говоря уже о масштабности самих событий Керченской катастрофы.
В последующие месяцы подразделение меняет места дислокации в районе Ак-Монайского (Керченского) перешейка: Кергуп, Мангуп, Кегенез, озеро Карач и др.
3 февраля 1942 года командование Крымского фронта вводит 13-й ОМП и ряд других подразделений в состав временной бронемеханизированной группы Шаповалова. 24 февраля группа Шаповалова расформирована, а 13-й ОМП входит в состав новой подвижной группы и занимает позиции близ сел Чокул Русский и Чокул Татарский. 26 февраля 47-я армия проводит перегруппировку с целью выхода частей в исходное положение для полномасштабного наступления, однако такового не последовало.
16 апреля 1942 года 13-й ОМП передается из резерва фронта 44-й армии и спустя 2 дня занимает позиции в районе Пяти курганов у кургана Мезарлык-Оба.
8 мая, в день начала полномасштабного немецкого наступления — первого этапа операции «Охота на дроф», завершившейся Керченской/Крымской катастрофой РККА, 13-й ОМП вслед за многими другими частями вступил в бой с большим опозданием: «В этот момент, безнадежно запоздав к переломному моменту сражения, в бой вступает 56-я тбр 44-й армии. По неизвестным причинам приказ бригаде на выдвижение был отдан с ещё большим опозданием, чем другим частям, только в 16.00 8 мая. […] С бригадой действовал 13-й мцп. Она выступила в 17.00 и до 23.00 вела бой в районе высоты 63,8 и Феодосийского шоссе. Однако противодействие наступающих оказалось сильнее ожидаемого. Противником советских танкистов стали штурмовые орудия, в том числе нового образца. В результате были выведены из строя все 7 танков КВ бригады, а всего она потеряла 17 машин».
Учитывая, что по штату № 010/433 от 19.02.1941 в состав отдельного мотоциклетного полка входила танковая рота, а также что, согласно справке от 30.12.1941, в составе прибывшего в Крым полка насчитывалось 20 танков, есть все основания предположить, что в числе потерь 56-й ТБР были и танки 13-го ОМП (МЦП).
Вечером 8 мая при подготовке к контрудару 13-й ОМП с целым рядом других подразделений передают 51-й армии.
«Задачи на контрудар формировались вечером первого дня боев. Видя невозможность парирования кризиса в рамках имевшихся планов, командованием фронта уже 8 мая приказывается 44-й армии нанести контрудар с привлечением дополнительных сил.
[…]
Однако уже на переговорах с командованием 51-й армии около девяти вечера 8 мая наряд сил для контрудара существенно увеличивается. Более того, по новому плану руководить контрударом должен был штаб В. Н. Львова. Надо сказать, что стиль переговоров в критической ситуации становился все более „телеграфным“. Состав 51-й А был обозначен как 302, 138, 390 дивизии, 12 и 83 бригады, 55- и 56- тбр, 229 отб, 13 мсп, 18 полк „катюш“, 547 и 456 кап, 151 УР. Задачей войск генерала Львова становился контрудар в направлении на Ас-Чалуле (тот же пункт, что был обозначен в приказе 44-й А). В. Н. Львову предписывалось включить в состав армии 236-ю сд, а также принять 390-ю сд, 83-ю сбр, 55-ю тбр, 229-й отб, прибывавшие в район кургана Сюрук-Оба и Арма-Эли ночью. 56-я тбр и 13 мсп уже находились в районе Мезарлык-Оба».
Однако в связи с нараставшим ввиду распада фронта хаосом и противоречащими друг другу приказами командования 44-й и 51-й армий уже практически подготовленный контрудар был сорван: «…Общего контрудара в первой половине дня не состоялось. 40-я тбр, с утра 9 мая выйдя в район к востоку от Парпача, весь день простояла на месте. 56-я тбр и 13-й мцп также оставались на месте».
Последние известия об участии 13-го мотоциклетного в боевых действиях относятся к 10 мая:
«[Полдень 10 мая.] 56-я танковая бригада с ротой 18-го мотоциклетного полка обороняет район Мезарлык-Оба, после чего отходит к Пяти Курганам, где занимает оборону, отражая атаки численно превосходящего противника (до 100 танков при поддержке пехоты)».
Чуть позже в этом же источнике в описании второй половины дня 10 мая: «56‑й танковой бригаде с ротой 13‑го мотопехотного полка ставится задача удержать рубеж Пять Курганов (западнее кургана Сюрук‑Оба).
Район расположения танковых бригад находится под сильным артиллерийским и минометным огнем».
Дальнейшую судьбу подразделения можно косвенно отследить по извещениям о гибели и пропаже военнослужащих без вести, и она схожа с судьбой большинства частей, с боями покидавших Керченский полуостров. Некоторые из бойцов погибли и были похоронены в районе боев (например, курган Мезорлык-Оба — младший лейтенант Ларин Б. С.) или попали в плен (красноармеец Фаскиев У.); многие пропали без вести в Крыму или на подвергавшейся непрерывным бомбардировкам переправе на Таманский полуостров (начальник инженерной службы полка старший лейтенант Костромин И. К., командир пулеметного взвода 4-й роты младший лейтенант А. П. Масленников, командиры пулеметных взводов лейтенанты Ионкин Г. И., Костов М. П. и Нелоба А. Ф., красноармеец Скорик Г. П., красноармеец Овчинников М. И., красноармеец Мосалев А. Ф.); благополучно добрались до госпиталей Тамани либо, умерев ещё на корабле от ранений, были похоронены на Таманском кладбище (младший сержант Журавлев В. Н.). Некоторые умерли от ран уже в госпиталях Тамани (помощник командира парковой роты по технической части техник-лейтенант Щербаков С. П.). Иные из бойцов 13-го мотоциклетного оказались в плену (Рякин Василий Фёдорович, командир танка Т-26, освобожден из плена в 1945).
А некоторые бойцы 13-го ОМП неведомыми путями оказались в Севастополе и, приняв участие в обороне легендарного города, были впоследствии награждены за это соответствующей медалью (гвардии сержант Кудряшов В. Н.).
12 июня 1942 года было принято решение 13-й отдельный мотоциклетный полк расформировать.

## Боевой и численный состав полка
Отдельные мотоциклетные полки изначально предполагалось использовать в качестве армейских разведывательных частей, сформированных по отдельному штату.
Согласно отдельному штату № 010/433, отдельный мотоциклетный имел следующую структуру и состав:
две мотоциклетных роты, в каждой:
три взвода по три отделения, всего 110 человек в роте;
рота автоматчиков: 13 бронетранспортеров «Скаут».
Истребительно-противотанковый дивизион:
две батареи по 4 45-мм противотанковых пушки или 57-мм самоходных противотанковых установок в каждой;
одна батарея: 4 76-мм пушки.
Танковая рота: 10 танков;
Минометная рота: 82-мм минометов
Пулеметная рота: 12 станковых пулеметов.
Всего в полку полагалось по штату 1 188 человек, 214 мотоциклов, 10 танков, 13 колесных бронетранспортеров «Скаут» (мотоциклетные части были практически единственными в РККА, чей штат предполагал оснащение техникой зарубежного производства), 4 полугусеничных бронетранспортера (американские М2), 1 гусеничный бронетранспортер (английский «Универсал»), 3 бронеавтомобиля (БА-64), 8 45-мм и 4 76-мм пушки, 9 82-мм миномётов.
Сохранилась справка по 13 ОМП к 30.12.1941. Согласно ей, направлявшийся в Крым полк был укомплектован следующим образом:
- 1413 людей
- 970 винтовок
- 16 стационарных зенитных пулеметов
- 274 ручных пулеметов ППД
- 24 миномета
- 6 противотанковых орудий
- 20 танков

## Память
Память бойцов 13 отдельного мотоциклетного полка увековечена в памятниках, отмечающих места братских могил на местах боев подразделения в Крыму — в селах Ленинского района республики Крым Парпач (ныне — Ячменное) и Арма-Эли (ныне — Батальное) близ кургана Сюрук-Оба, а также в мемориалах воинской славы в местах проживания бойцов полка. До сегодняшнего дня сохранились укрепленные позиции в районе села Парпач, где 13-й отдельный мотоциклетный полк встретил ставшее для него роковым немецкое наступление в мае 1942 года.